# Greg Evigan
Gregory Ralph Evigan est un acteur américain, né le 14 octobre 1953  à South Amboy (New Jersey).

## Biographie
Greg Evigan est marié à la danseuse Pamela Serpe depuis 1979. 

## Filmographie

### Cinéma
- 1989 : MAL : Mutant aquatique en liberté (DeepStar Six) : McBride

### Télévision
- 1978 : Dallas (TV)/ Saison 2, épisode 7 - La Fugue : Willie Guest
- 1978-1981 : B.J. and The Bear (TV) : Billy Joe McKay
- 1983-1984 : Masquerade (TV) : Danny Doyle
- 1987-1990 : Mes deux papas (My Two Dads) : Joey Harris
- 1991 : Enquêtes à Palm Springs (P.S. I Luv U) (TV) : Joey Paciorek
- 1992 : Columbo : Un seul suffira (A Bird in the Hand) : Harold McCain
- 1994 : TekWar : Jake Cardigan
- 1994 : Un des siens (One of Her Own) : Charlie Lloyd
- 1997 : Melrose Place (TV) : Dr Dan Hathaway (saison 5)
- 1998 : Mel : Peter
- 1998 : Tremblement de terre à New York (Earthquake in New York) : John Rykker
- 2001 : Spirit de Michael Slovis (en)
- 2003 : À l'ombre des souvenirs (Straight from the Heart) : Edward Morgan
- 2005 : Cerberus : Marcus Cutter
- 2006 : À contrecœur (My Silent Partner) : Steven Weber
- 2007 : Desperate Housewives (saison 3 épisode 21) : Charles McLain
- 2008 : Jurassic Commando (100 Million BC) : LCDR Ellis Dorn
- 2008 : Voyage au centre de la Terre (Journey to the Center of the Earth) : Joseph Hamet
- 2008 : Mariage par correspondance (Mail Order Bride) : Tom Rourke
- 2009 : City On Fire (Heat Wave) : Ed Dobbs
- 2009 : Phantom Racer (Phantom Racer) : J.J. Sawyer
- 2011 : Face à la tornade (Metal Tornado) : Jonathan
- 2012 : The Glades (Episode "Fountain of Youth") : Bruce Phillips
- 2014 : Invasion Roswell : Patrick
- 2015 : Escapade Princière : George